# Cenodocus laosensis
Cenodocus laosensis là một loài bọ cánh cứng trong họ Cerambycidae.